# Stiftsgården
63° 25′ 54″ N, 10° 23′ 42″ L
Stiftsgården é a residência real em Trondheim, Noruega . Está situado no centro da via mais importante da cidade, Munkegaten. Com 140 quartos que constituem 4000 m² (43000 ft²), é um dos maiores edifícios de madeira do Norte da Europa e tem sido usado pela realeza e seus convidados desde 1800. O nome que significa "casa da diocese", deve-se ao fato de que o palácio serviu como sede do representante real e do tribunal local na Diocese de Trondheim durante o século XIX.
É um edifício barroco, com alguns elementos rococó e neoclássicos. A sua construção remonta a 1774.

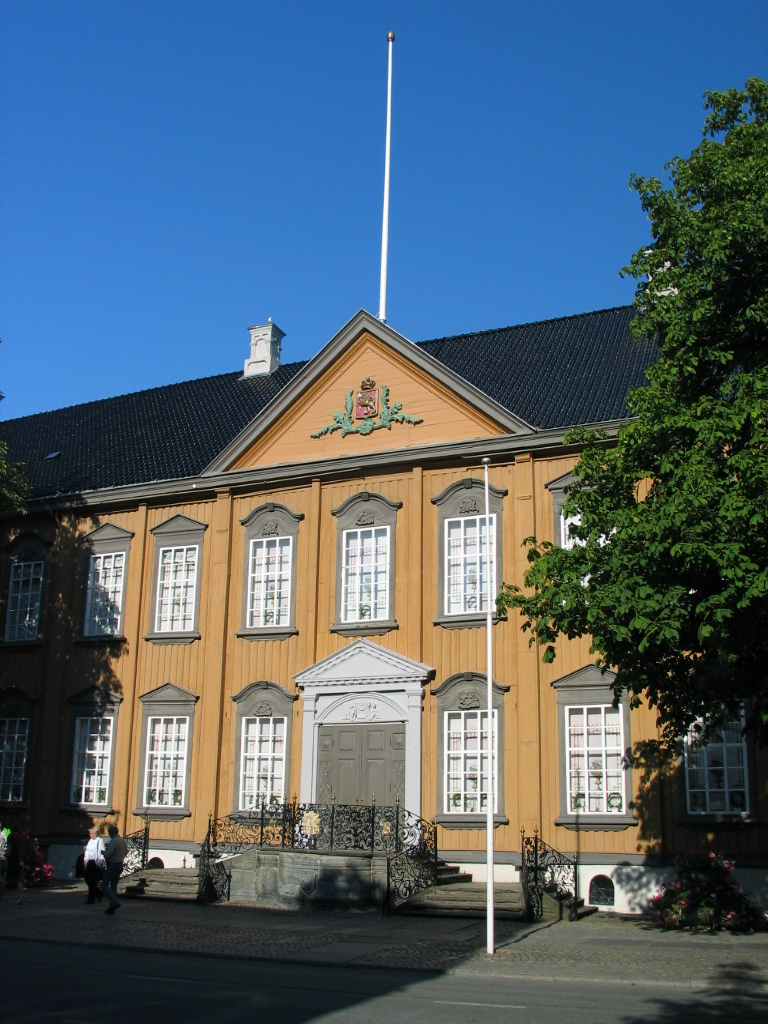
Entrada principal

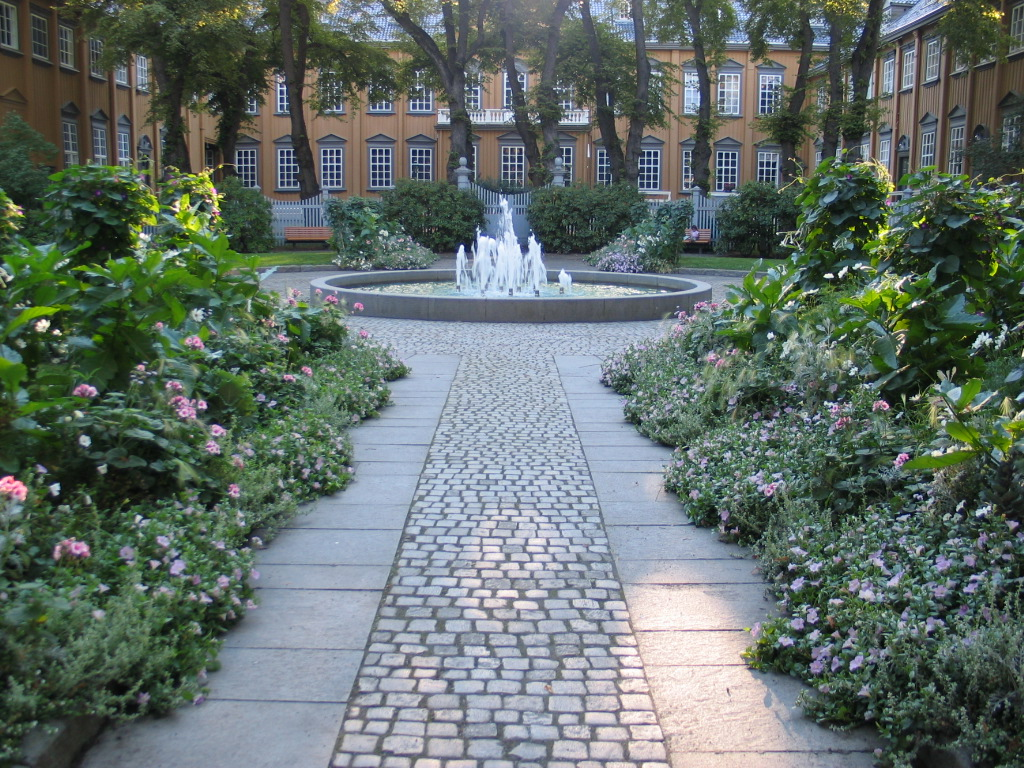
Pátio e parque traseiro

## Outras fontes
- Andersen, Eystein M.(2006) Stiftsgården - Det kongelige palé i Trondheim (Andrimne Forlag, Oslo)ISBN 82-92546-10-3 .
- Rognerød, Dag-Ivar (1997) På historisk grunn - Uma história cultural reise til eiendommer stalige (Orfeus Forlag, Oslo)ISBN 82-467-0011-1 .